# Disturbios raciales de Longview de 1919
Los disturbios raciales de Longview de 1919 fueron una serie de incidentes violentos ocurridos en Longview, Texas, entre el 10 de julio y el 12 de julio de 1919 durante el llamado Verano Rojo. Aunque únicamente una persona murió como consecuencia de la violencia desatada, los disturbios fueron rápidamente respondidos por las autoridades locales y estatales, consiguiendo sofocarlos en dos días con la ocupación de Longview por la Guardia Nacional de Texas y los Rangers de Texas.

## Acontecimientos
La  tensión racial comenzó con el asesinato del negro Lemuel Walters el 17 de junio, que fue asesinado en la cárcel por presuntamente haber molestado sexualmente a una mujer blanca después de haber sido agredido por sus dos hermanos. La publicación negra más influyente del lugar, The Chicago Defender, denunció el 5 de julio el hecho diciendo además que la mujer blanca tenía en realidad una relación amorosa con el asesinado y que estaba traumatizado por lo ocurrido. 
Culparon al reportero local S. L. Jones por ese artículo y fue agredido por sus dos hermanos el 10 de julio. Mientras que fue atendido medicamente grupos de blancos y negros llegaron al lugar y, a pesar de los intentos de evitar la violencia ambos bandos empezaron a desencadenarla el mismo día. Finalmente una banda de blancos quiso atacar a Jones por la medianoche en su casa. Fueron detenidos por disparos. 4 de ellos fueron heridos en el enfrentamiento, pero volvieron a las 4 con refuerzos y con más armas a su casa. Cuando no encontraron a Jones, empezaron a destruir su casa y la de otras personas negras. 
Dándose cuenta de la gravedad de la situación las autoridades del condado pidieron ayuda externa, que recibieron al día siguiente. Con ella pudieron acabar con los violentos disturbios el mismo día. Un hombre negro murió. Las tropas se quedaron hasta el 18 de julio para asegurarse que no hubiese más disturbios y nadie, tanto blanco o negro fue acusado por la violencia.